# Talabiu
Talabiu is een bestuurslaag in het regentschap Bima van de provincie West-Nusa Tenggara, Indonesië. Talabiu telt 4652 inwoners (volkstelling 2010).